# تیم ملی بسکتبال تاجیکستان
تیم ملی بسکتبال تاجیکستان نماینده تاجیکستان در مسابقات بین‌المللی بسکتبال است. این تیم بالاترین سطح بسکتبال در کشور تاجیکستان نیز هست. این تیم از سال ۱۹۹۴ به فیبا پیوست.